# Китаа

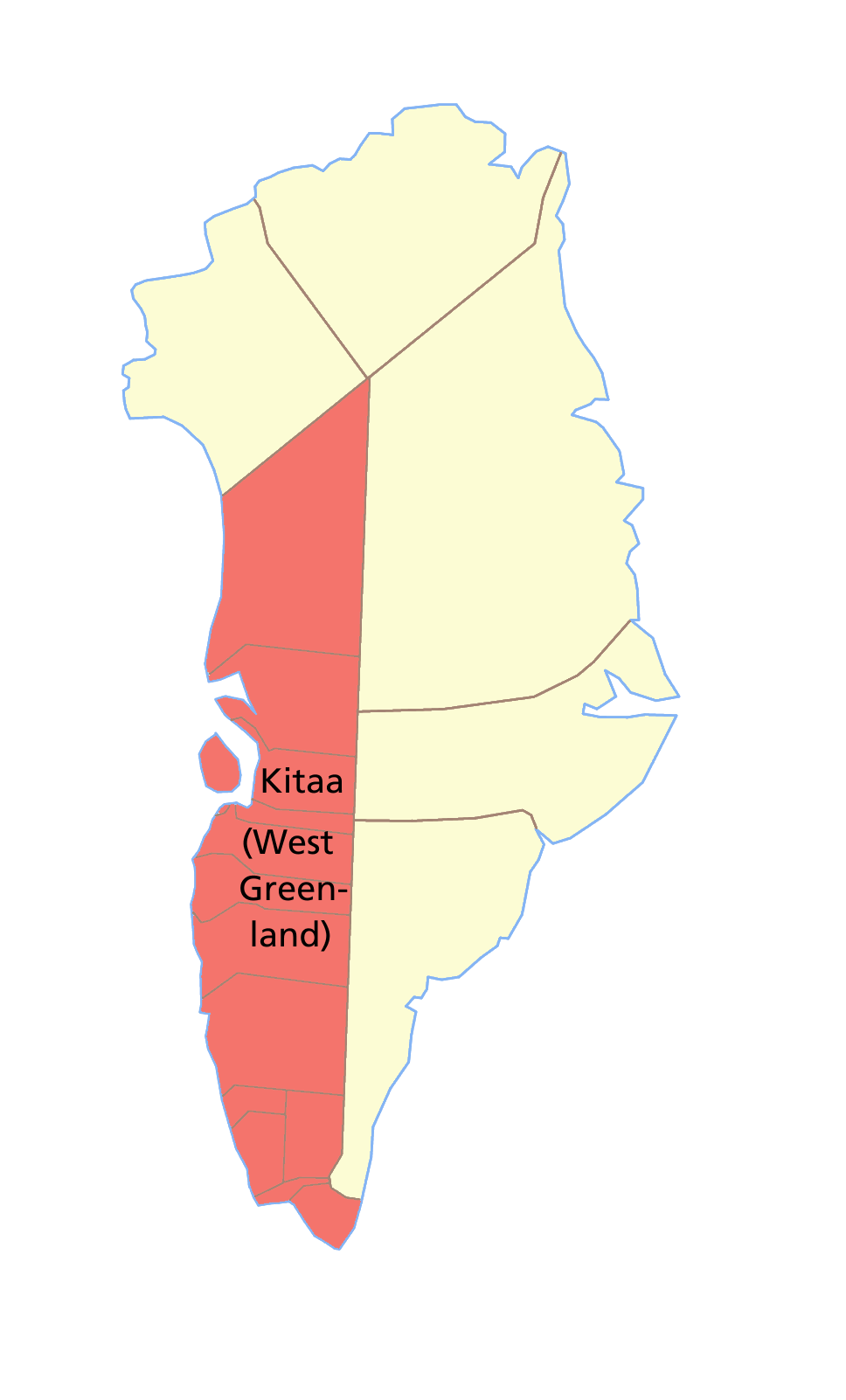
Западная Гренландия.

Китаа (Западная Гренландия) — территория (округ) Гренландии. Исторически наиболее населённый (90 %) округ, в первую очередь привлекавший поселенцев как инуитов, так и позже викингов и датчан. Это происходит вследствие относительно мягкого климата — ледниковый щит практически нигде не подступает к морю, оставаясь в глубине острова, посёлки, расположенные в глубине фьордов, защищены от штормов Баффинова залива, а тёплое Лабрадорское течение позволяет морю не замерзать. Столицей округа является также столица страны Нуук. На территории Западной Гренландии расположены практически все муниципалитеты, за исключением трёх, и все, за исключением также трёх, расположены на самом острове Гренландия, а ещё три — на ближайших островах. Основное занятие населения, как и по всей Гренландии, — охота и рыболовство.
Муниципалитеты Западной Гренландии:
(с юга на север).
Южная часть:
- Нанорталик
- Какорток
- Нарсак
- Ивиттуут
- Паамиут

Центральная часть:
- Нуук
- Маниитсок
- Сисимиут
- Кангаатсиак
- Аасиаат
- Касигианнгуит
- Илулиссат
- Кекертарсуак

Северная часть:
- Уумманнак
- Упернавик
- Северо-Восточный Гренландский национальный парк (небольшая часть, невключённая территория)